# Championnats du monde de ski acrobatique 2025
Navigation
2023 Bakuriani 2027 Montafon
La 20e édition des championnats du monde de ski acrobatique, se déroulera en 2025 dans la région d'Engadine en Suisse. C'est la seconde fois que la Suisse organisera cette compétition, après l'édition de Hasliberg en 1999.
Ils sont organisés conjointement avec les championnats du monde de snowboard 2025, comme c'est le cas depuis 2013.

## Désignation
A la date limite du 1er mai 2019, une seule candidature avait été reçue par la FIS : Krasnoïarsk ( Russie). La FIS devait prendre sa décision en mai 2020 lors de son 52e congrès à Royal Cliff (Thaïlande). Mais en raison de la crise sanitaire liée à la pandémie de Covid-19, la FIS a dans un premier temps reporté sa décision en octobre 2020. Entre-temps, l'Agence mondiale antidopage (AMA) a interdit à la Russie l'organisation de compétitions internationales sur son territoire, pour une durée de 4 ans que le Tribunal arbitral du sport (TAS) a ramené à 2 ans. Le 9 octobre 2020, la FIS a annoncé qu'elle reportait la date de soumission des candidatures au 1er avril 2021. À cette date une seule nouvelle candidature est reçue et acceptée par la FIS. Ainsi c'est la région de Engadine ( Suisse) qui organisera en 2025 ces championnats du monde .

## Programme
| Date    | Épreuve                               |
| ------- | ------------------------------------- |
| 18 mars | Bosses - Qualifications               |
| 19 mars | Bosses - Finales                      |
| 19 mars | Slopestyle - Qualifications masculine |
| 20 mars | Slopestyle - Qualifications féminine  |
| 21 mars | Bosses parallèles - Finales           |
| 21 mars | Ski cross - Qualifications            |
| 22 mars | Slopestyle - Finales                  |
| 22 mars | Ski cross - Finales                   |
| 23 mars | Ski cross par équipes                 |
| 26 mars | Big air – Qualifications féminine     |
| 27 mars | Sauts en équipes                      |
| 27 mars | Big air - Qualifications masculine    |
| 28 mars | Halfpipe - Qualifications             |
| 29 mars | Sauts - Qualifications                |
| 29 mars | Big air - Finales                     |
| 30 mars | Sauts - Finales                       |
| 30 mars | Halfpipe - Finales                    |

## Podiums

### Sauts
| Épreuve          | Or                                                              | Or     | Argent                                                              | Argent | Bronze                                           | Bronze |
| Hommes           | Hommes                                                          | Hommes | Hommes                                                              | Hommes | Hommes                                           | Hommes |
| ---------------- | --------------------------------------------------------------- | ------ | ------------------------------------------------------------------- | ------ | ------------------------------------------------ | ------ |
| Saut             | Noé Roth                                                        | 143.31 | Quinn Dehlinger                                                     | 123.53 | Pirmin Werner                                    | 107.12 |
| Femmes           |                                                                 |        |                                                                     |        |                                                  |        |
| Saut             | Kaila Kuhn                                                      | 105.13 | Xu Mengtao                                                          | 99.16  | Danielle Scott                                   | 96.93  |
| Mixte            |                                                                 |        |                                                                     |        |                                                  |        |
| Saut par équipes | États-Unis 1- Kaila Kuhn - Quinn Dehlinger - Christopher Lillis | 344.63 | Ukraine 1- Anhelina Brykina - Oleksandr Okipniuk - Dmytro Kotovskyi | 312.35 | Suisse- Lina Kozomara - Noé Roth - Pirmin Werner | 281.43 |

### Ski de bosses
| Épreuves            | Or               | Argent           | Bronze              |
| Hommes              | Hommes           | Hommes           | Hommes              |
| ------------------- | ---------------- | ---------------- | ------------------- |
| Bosses simples      | Ikuma Horishima  | Mikaël Kingsbury | Daeyoon Jung        |
| Bosses en Parallèle | Mikaël Kingsbury | Ikuma Horishima  | Matt Graham         |
| Femmes              |                  |                  |                     |
| Bosses simples      | Perrine Laffont  | Hinako Tomitaka  | Maïa Schwinghammer  |
| Bosses en Parallèle | Jaelin Kauf      | Tess Johnson     | Anastassiya Gorodko |

### Skicross
| Épreuve               | Or                                 | Argent                                               | Bronze                               |
| Hommes                | Hommes                             | Hommes                                               | Hommes                               |
| --------------------- | ---------------------------------- | ---------------------------------------------------- | ------------------------------------ |
| Ski cross             | Ryan Regez                         | Tobias Müller                                        | Ryo Sugai                            |
| Femmes                |                                    |                                                      |                                      |
| Ski cross             | Fanny Smith                        | Courtney Hoffos                                      | Daniela Maier                        |
| Mixte                 |                                    |                                                      |                                      |
| Ski cross par équipes | Suisse 1- Ryan Regez - Fanny Smith | France 2- Melvin Tchiknavorian - Jade Grillet-Aubert | Italie 1- Yanick Gunsch - Jole Galli |

### Freeski
| Épreuves   | Or                   | Or     | Argent        | Argent | Bronze        | Bronze |
| Hommes     | Hommes               | Hommes | Hommes        | Hommes | Hommes        | Hommes |
| ---------- | -------------------- | ------ | ------------- | ------ | ------------- | ------ |
| Big Air    | Luca Harrington      | 192.00 | Elias Syrja   | 184.25 | Birk Ruud     | 183.00 |
| Slopestyle | Birk Ruud            | 89.10  | Mac Forehand  | 85.53  | Alex Hall     | 84.72  |
| Half-Pipe  | Finley Melville Ives | 96.00  | Nick Goepper  | 94.00  | Alex Ferreira | 92.50  |
| Femmes     |                      |        |               |        |               |        |
| Big Air    | Flora Tabanelli      | 176.75 | Sarah Höfflin | 170.75 | Anni Kärävä   | 167.75 |
| Slopestyle | Mathilde Gremaud     | 85.65  | Lara Wolf     | 73.33  | Megan Oldham  | 70.63  |
| Half-Pipe  | Zoe Atkin            | 93.50  | Li Fanghui    | 93.00  | Cassie Sharpe | 88.00  |

## Tableau des médailles
| Rang  | Nation           | Or | Argent | Bronze | Total |
| ----- | ---------------- | -- | ------ | ------ | ----- |
| 1     | Suisse           | 5  | 1      | 2      | 8     |
| 2     | États-Unis       | 3  | 4      | 2      | 9     |
| 3     | Nouvelle-Zélande | 2  | 0      | 0      | 2     |
| 4     | Canada           | 1  | 2      | 3      | 6     |
| 5     | Japon            | 1  | 2      | 1      | 4     |
| 6     | France           | 1  | 1      | 0      | 2     |
| 7     | Norvège          | 1  | 0      | 1      | 2     |
| 8     | Italie           | 1  | 0      | 1      | 2     |
| 8     | Royaume-Uni      | 1  | 0      | 0      | 1     |
| 10    | Chine            | 0  | 2      | 0      | 2     |
| 11    | Allemagne        | 0  | 1      | 1      | 2     |
| 11    | Finlande         | 0  | 1      | 1      | 2     |
| 13    | Autriche         | 0  | 1      | 0      | 1     |
| 13    | Ukraine          | 0  | 1      | 0      | 1     |
| 15    | Australie        | 0  | 0      | 2      | 2     |
| 16    | Corée du Sud     | 0  | 0      | 1      | 1     |
| 16    | Kazakhstan       | 0  | 0      | 1      | 1     |
| Total | Total            | 16 | 16     | 16     | 42    |